# コンピュータ用語一覧
コンピュータ用語一覧（コンピュータようごいちらん）は、コンピュータや計算機科学・情報工学などに関連する用語・項目を一覧にしたものである。
表記：長音記号「ー」、中黒「・」などの記号はとりあえず音引きに含めていない。英文字、数字は五十音の後とする。人名は最後においた。多少怪しい言葉も含んでいる。
- 情報・通信・コンピュータ一覧の一覧、コンピュータ略語一覧も参照のこと。
- プログラミングについては、プログラミング用語一覧、プログラミング用語 (分野別)も参照のこと。
- 人物については、計算機科学者も参照のこと。
- コンピュータネットワークやインターネットなどの通信関連については、通信用語一覧、インターネット用語一覧も参照のこと。

## ア行

### ア
- アーキテクチャ
- アスキー (ASCII)
- アセンブリ言語
- アドベンチャーゲーム
- アニメーション
- アプリケーションソフトウェア
- アルゴリズム
- 暗号
- 暗号理論

### イ
- イーサネット
- 移植
- インターネット
- インターネット・リレー・チャット (IRC)
- インタフェース
- インテル
- イントラネット
- インバータ
- インプットメソッド

### ウ
- ウイルス → コンピュータウイルス
- ヴァーチャルリアリティ → バーチャルリアリティ
- ウェアラブルコンピューティング
- ウェブディレクトリ
- ウェブブラウザ

### エ
- Ada（エイダ）
- エミュレータ

### オ
- 音声認識
- オフィスコンピュータ（オフコン）
- オープンリール
- オペレーティングシステム (OS)
- オラクル
- オンライン
- オンラインゲーム

## カ行

### カ
- 片仮名
- 拡張現実
- 拡張子
- 風 (日本語入力システム)
- 画像処理
- 画像ファイルフォーマット
- 仮想化
  - 仮想記憶
  - 仮想機械（バーチャルマシン）
  - 仮想現実 → バーチャルリアリティ
- かな漢字変換
- カーネル
- ガベージコレクション (GC)
- 紙テープ
- 画面解像度
- 漢字直接入力
- 漢字をめぐる政策→国語国字問題

### キ
- 記憶
  - 記憶装置
- 木構造 (データ構造)
- キーボード (コンピュータ)
- キャラクターユーザインタフェース (CUI)
- キャッシュ (コンピュータシステム)
- キュー (コンピュータ)
- 共有資源

### ク
- クイックディスク (QD)
- グーグル（Google）
- 組み込みシステム
- クライアント
- クラッカー (コンピュータセキュリティ)
- グラフィカルユーザインタフェース (GUI)
- グラフ理論
- グリッド・コンピューティング
- クリーンコンピュータ
- クロスサイトスクリプティング (CSS, XSS)

### ケ
- 計算化学
- 計算機
- 計算機化学
- ゲーム
  - ゲーム機
  - ゲーミングPC
- 言語
  - プログラミング言語も参照
- 検索エンジン

### コ
- 高級言語
- 公開鍵暗号
- 構文解析
- 互換性
- コーデック (Codec)
- コモンクライテリア (Common Criteria)
- コピーコントロールCD (CCCD)
- コンソール
- コンパイラ
- コンパクトディスク (CD)
- コンパクトフラッシュ (CF)
- コンピュータ (Computer)
  - コンピュータウイルス
  - コンピュータ・クラスター
  - コンピュータグラフィックス (CG)
  - コンピューターゲーム
  - コンピュータセキュリティ
  - コンピュータネットワーク
  - コンピュータビジョン
  - コンピューターRPG
- コンピューティング

## サ行

### サ
- サーバ
- サービス
- サイエンス・フィクション (SF)
- 再セットアップ
- サイバースペース
- サポートベクターマシン
- 暫定Dynabook
- サン・マイクロシステムズ

### シ
- ジェネリックプログラミング
- 磁気コアメモリ
- 磁気ディスク
- 磁気テープ
- 字句解析器
- システム
- 自然言語処理
- ジャストシステム
- 周辺機器
- 主記憶装置
- 順接
- ジョイスティック
- 情報 (Information)
- 情報化社会
- 情報工学
- 人工生命
- 人工知能 (AI)
- シンセベース

### ス
- 数学
- 数式処理
- 数式処理システム
- スタック
- ストレージエリアネットワーク
- スーパーコンピュータ（スパコン）
- スレッド (コンピュータ)
- スレッド

### セ
- 整数
- セキュリティホール
- セル・オートマトン

### ソ
- ソーシャル・エンジニアリング
- ソニー・コンピュータエンタテインメント
- ソフトウェア
- ソフトウェア特許
- ソフトウェア工学
- ソリッドステートドライブ (Solid State Drive:SSD)

## タ行

### タ
- 多言語
- ダイナブック (Dynabook)
- ターミネーター
- 端末 (Terminal)

### チ
- 中間言語
- チップセット
- チューリング・テスト
- チューリングマシン
- 直接編成ファイル
- 地理情報システム (GIS)

### ツ
- 通信プロトコル

### テ
- 低級言語
- ディジタル・イクイップメント・コーポレーション
- ディスプレイ (コンピュータ)
- ディレクトリ・サービス
- テキスト
- テクノポップ
- デザインパターン
- デジタル
- デスクトップミュージック
- データ
- データ圧縮
- データ構造
- データベース (Database: DB)
- データベース管理システム (Database Management System: DBMS)
- デーモン (ソフトウェア)
- 手続き型言語
- テレタイプ端末
- 電気工学
- 電算写植
- 電子楽器
- 電子掲示板 (Bulletin Board System: BBS)
- 電子工学
- 電子媒体
- 電子マネー
- 電卓
- テンプレート
- テンプレートの部分特殊化
- テンプレートメタプログラミング

### ト
- 動画
- トップレベルドメイン (TLD)
- ドメイン名
- ドルビーデジタル
- トロイの木馬
- ドロップアウト

## ナ行

### ニ
- 日本語入力システム
- 日本電気
- ニュートン法
- 任天堂

### ネ
- ネチズン
- ネットワーク→コンピュータネットワーク
- ネットワークオペレーティングシステム

### ノ
- ノイマン型

## ハ行

### ハ
- バイオインフォマティクス
- 排他制御
- バイト
- バイナリ
- バグ
- バス (コンピュータ)
- パズル
- パズルゲーム
- Pascal（パスカル）
- パソコンゲーム
- パソコン通信
- パーソナルコンピュータ（Personal Computer: PC, パソコン）
- ハッカー
- ハッキング
- ハッシュ関数
- バッファオーバーラン
- バーコード
- バージョン管理システム
- バーチャルリアリティ
- ハードウェア
- ハードディスク (Hard Disk: HD)
- ハードディスクドライブ(Hard Disk Drive: HDD)
- バニラ (ソフトウェア)
- バルク品
- パンチカード（紙カード）
- 汎用コンピュータ

### ヒ
- ヒトゲノム計画
- ビッグデータ
- ビット
- ビデオ
- ピピンアットマーク
- ヒューマンマシンインターフェース
- 標準Cライブラリ
- 標準C++ライブラリ

### フ
- ファイアウォール
- ファイルフォーマット
- ファームウェア
- フォント
- 符号化方式
- 浮動小数点数
- ブラウン管（CRT）
- フラグメンテーション
- ブラックハット
- フリーズ
- プリンター
- ブール代数
- プレイステーション
- プレイステーション2
- プレイステーション3
- プレイステーション4
- プレイステーション5
- プログラマ
- プログラミング言語
- プログラミング
- プログラム
- プロセス
- プロセス間通信 (IPC)
- フロッピーディスク (Floppy disk, Floppy diskette: FD)
- プロトコル
- 分散コンピューティング

### ヘ
- ベクトル化
- ベクトル計算機
- ベジェ曲線
- ペネトレーションテスト
- ベル研究所

### ホ
- ホットスポット
- ボードゲーム
- 補助記憶装置
- ホスト名
- ポインティングデバイス
- ポート - ポートスキャン
- ポケットコンピュータ
- ホビーパソコン
- ホワイトハット

## マ行

### マ
- マイクロコンピュータ（マイコン）
- マイクロソフト (Microsoft: MS)
- マイクロプロセッサ
- マウス
- マスターブートレコード
- マルウェア
- マルチメディア

### ム
- 無線LAN

### メ
- 命令
- メディア (媒体)
- メモリ

### モ
- 文字コード
- モデム
- モーションキャプチャ
- モード
- モバイルエージェント

## ヤ行

### ヤ
- 焼き付き

### ユ
- ユーザインタフェース (UI)
- ユビキタスコンピューティング

### ヨ
- 四色定理

## ラ行

### ラ
- 乱数列
- ランチャー

### リ
- 量子コンピュータ
- 量子ドット

### ル
- ルータ

### レ
- レジスタ

### ロ
- ロールバック
- ロールフォワード
- 論理積
- 論理和

## ワ行

### ワ
- ワークステーション
- ワード
- ワードプロセッサ（ワープロ）
- 割り込み

## 数字
- 0
- 16進数
- 2000年問題
- 2進数
- 2の補数
- 2進化10進数

## 英文字

### A
- ACID (コンピュータ科学)
- ActiveX
- ADSL (Asymmetric Digital Subscriber Line)
- Accelerated Graphics Port (AGP)
- AJAX
- Apple
- ASCII
- AT Attachment (ATA)
- ATOK
- Autotools
- Autoconf
- Automake

### B
- BASIC (Beginners All purpose Symbolic Instruction Code)
- Basic Input/Output System (BIOS)
- BBS（電子掲示板）
- BIOS (Basic Input/Output System)
- Blu-ray Disc
- Bochs
- BOM Byte Order Mark
- B言語

### C
- C言語
- C++
- C++/CLI
- C#
- CAD
- CAE
- CAM
- Cascading Style Sheets (CSS)
- CD-ROM
- Classic Mac OS
- Common Gateway Interface (CGI)
- Concurrent Versions System (CVS)
- Content Scramble System (CSS)
- CPU (Central Processing Unit)
- CRT (Cathode-ray tube： ブラウン管)

### D
- DAT (Digital Audio Tape)
- DLL (Dynamic Link Library) - ソフトウエアモジュールの1種
- DLT (Digital Linear Tape)
- DNSサーバ
- DNSの再帰検索
- Document Object Model (DOM)
- Domain Name System (DNS)
- DOS（Disk Operating System: ディスク・オペレーティング・システム）
- DoS攻撃 (Denial of Service attack)
- Download Only Member (DOM)
- DTM (Desktop Music)
- DTP (Desktop Publishing)
- DVD (Digital Versatile Disc)
- DVD-ROM
- Dynamic Host Configuration Protocol (DHCP)
- Dynamic Random Access Memory (DRAM)

### E
- EBCDIC (Extended Binary Coded Decimal Interchange Code)
- EDVAC
- Embedded C++
- Extended Unix Code (EUC)

### F
- File Allocation Table (FAT)
- FEP (Front-End Processor)
- FIFO
- File Transfer Protocol (FTP)
- FORTRAN

### G
- Globus
- GNOME
- GNU (GNU's Not UNIX)
- GNU Free Documentation License
- GNUプロジェクト
- Google
- Graphics Interchange Format (GIF)
- GIFアニメーション
- GRUB

### H
- HAVi (Home Audio/Video Interoperability)
- Hypertext Transfer Protocol (HTTP)
- HyperText Markup Language (HTML)

### I
- IBM (International Business Machines)
  - IBM PC
- IDE (Integrated Drive Electronics)
- IEEE 1394
- IIS (Internet Information Server, Internet Information Services)
- IME
- Intel → インテル
  - Intel 80387
  - Intel 8087
- Interrupt
- Integrated Development Environment (IDE)
- Internet Message Access Protocol (IMAP)
- INT ⇒ Interrupt
- IrDA
- ISDN (Integrated Services Digital Network)

### J
- Java
- JavaScript Object Notation
- JPEG (ISO/IEC JTC 1/SC 29/WG 1)
- JPEG 2000
- JSON → JavaScript Object Notation

### K
- KDE

### L
- LILO
- Linux
  - Linuxカーネル
  - Linuxディストリビューション
- LISP
- Local Area Network (LAN)

### M
- Macintosh（マッキントッシュ）
- macOS
  - macOS Server
- Master Boot Record ⇒ マスターブートレコード
- MD5
- MD-DATA
- MIDI (Musical Instrument Digital Interface)
- Microsoft Windows
  - Microsoft Windows 3.x
  - Microsoft Windows 95
  - Microsoft Windows 98
  - Microsoft Windows Millennium Edition (Windows Me)
  - Microsoft Windows NT
  - Microsoft Windows 2000
  - Microsoft Windows XP
  - Microsoft Windows Server 2003
  - Microsoft Windows Vista
  - Microsoft Windows 7
  - Microsoft Windows Server 2008
  - Microsoft Windows 8
  - Microsoft Windows Server 2012
  - Microsoft Windows 10
- MIPS
- MML
- MO (光磁気ディスク)
- Modula-2
- MORPG
- Moving Picture Experts Group (MPEG)
- Mozilla
- MP3 (MPEG Audio Layer-3)
- MRI
- MS-DOS
- MSX
- Multiple-image Network Graphics (MNG)
- make

### N
- NMI Non Maskable Interrupt

### O
- Oberon
- Objective-C
- Occam
- OCX → ActiveX
- Open Document Format
- OpenType
- OSI参照モデル

### P
- P2P → Peer to Peer
- Pascal（プログラミング言語）
- PC-9800シリーズ
- PC/AT
- PC/AT互換機
- PCM (Pulse-code modulation)
- PC-UNIX
- PCカード
- Peer to Peer
- Peripheral Component Interconnect (PCI)
- PHP （スクリプト言語）
- Plan 9 from Bell Labs
- Portable Network Graphics (PNG)
- POS（Point Of Sales）
- Post Office Protocol (POP)
- POX ⇒ Plain Old XML
- POWER
- Prolog
- PS/2コネクタ
- Python

### Q
- Quark XPress
- QuickTime

### R
- RADIUS (Remote Authentication Dialin User Service)
- Random Access Memory (RAM)
- Read Only Member（ROM、BBS系用語）
- Read Only Memory（ROM、記憶素子の一つ）
- Request for Comments (RFC)

### S
- Serial Advanced Technology Attachment ⇒ SATA
- SAS
- SASI
- SATA
- Secure Hash Algorithm (SHA)
  - SHA-1
  - SHA-2
  - SHA-3
- Secure Shell (SSH)
- SIGINT (SIGnal INTerruput)
- Simple Mail Transfer Protocol (SMTP)
- Simple Network Management Protocol (SNMP)
- Small Computer System Interface（SCSI）
- Smalltalk
- SQL
- SQLインジェクション
- Squeak
- Standard Generalized Markup Language (SGML)
- Standard Template Library (STL)
- Subversion ⇒ Apache Subversion

### T
- Trivial File Transfer Protocol (TFTP)

### U
- UDSL
- UNIVAC I
- UNIX
- URI Uniform Resource Identifier
- URL Uniform Resource Locators
- USB Universal Serial Bus
- UX User Experience Design

### V
- VDSL
- VM (Virtual Memory, Virtual Machine)
- VOS3
- VRAM Video Random Access Memory
- VRML Virtual Reality Modeling Language
- VB Visual Basic
- VBScript

### W
- WikiWikiWeb
- World Wide Web (WWW)
- World Wide Web Consortium (W3C)
- WYSIWYG (What You See Is What You Get)

### X
- x64
- x86
- Extensible HyperText Markup Language (XHTML)
- Extensible Markup Language (XML)
- X Window System